# 上朗根
上朗根是德国下萨克森州的一个市镇。总面积22.17平方公里，总人口976人，其中男性494人，女性482人（2011年12月31日），人口密度44人/平方公里。